# Giordano Orsini (zm. 1287)
Giordano Orsini (zm. 8 września 1287) – brat papieża Mikołaja III, na konsystorzu 12 marca 1278 mianowany przez niego kardynałem-diakonem Sant'Eustachio.
Podczas papieskiej elekcji 1280-81 wraz ze swym bratankiem Matteo Orsini Rosso został uwięziony przez proandegaweńskie władze miasta Viterbo, co umożliwiło wówczas wybór francuskiego papieża Marcina IV. Zmarł w Rzymie w trakcie sediswakancji po śmierci Honoriusza IV.